# Limbourg méridional

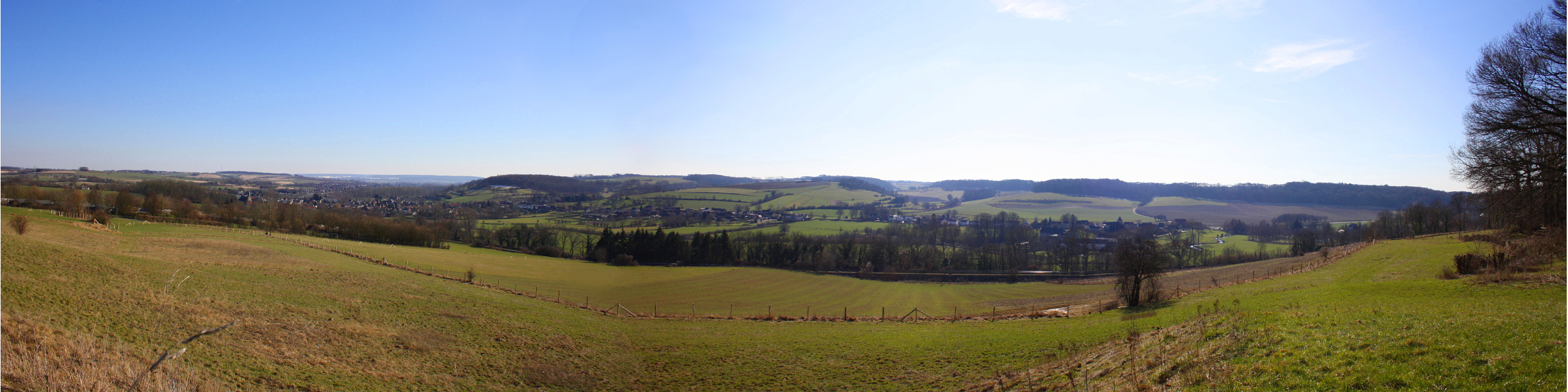
Colline dans le Limburg méridional.

Le Limbourg méridional (en néerlandais Zuid-Limburg, en limbourgeois : Zuud-Limburg) est une Région COROP ainsi qu'une landstreek des Pays-Bas située dans la province du Limbourg. Le terme néerlandais « landstreek », désignant une « région » ou un « pays », signifie que la région n'a pas d'existence administrative mais est cohérente culturellement et en termes de paysage. La région comprend le point le plus haut des Pays-Bas, le Vaalserberg avec ces 322,5 m au-dessus du niveau de la mer (le point le plus haut du Royaume des Pays-Bas se trouve sur l'île de Saba, le Mont Scenery, avec ses 877 m au-dessus du niveau de la mer).

## Sources
- (en) Cet article est partiellement ou en totalité issu de l’article de Wikipédia en anglais intitulé « South Limburg (Netherlands) » (voir la liste des auteurs).